# Mickhausen
Mickhausen est une commune allemande de Bavière située dans l'arrondissement d'Augsbourg et le district de Souabe.

## Géographie

Situation de Mickhausen dans l'arrondissement d'Augsbourg

Mickhausen est située dans le Parc naturel d'Augsbourg-Westliche-Wälder, sur la Schmutter, à 30 km au sud-ouest d'Augsbourg. La commune fait partie de la communauté d'administration de Stauden et elle est composée de trois quartiers : Mickhausen, Münster et Grimoldsried.
Communes limitrophes (en commençant par le nord et dans le sens des aiguilles d'une montre) : Fischach, Großaitingen, Schwabmünchen, Scherstetten, Mittelneufnach, Walkertshofen et Langenneufnach.

## Histoire
Le village de Mickhausen a été au cours de son histoire la propriété de plusieurs familles de patriciens augsbourgeois, les Stolzhirsch aux XIIIe et XIVe siècles, les Freiberg du XIVe au XVIe siècle et enfin les Fugger du XVIe au XIXe siècle.
En 1803, lors du Recès d'Empire, le village est intégré au royaume de Bavière. Il est érigé en commune en 1818 et fait partie de l'arrondissement de Schwabmünchen jusqu'à la disparition de ce dernier en 1972. les communes de Münster et Grimoldsried sont incorporées au territoire de Mickhausen en 1978.

## Démographie
| 1840  | 1871  | 1900  | 1925  | 1939 | 1950  | 1961  | 1970  | 1987  |
| ----- | ----- | ----- | ----- | ---- | ----- | ----- | ----- | ----- |
| 1 222 | 1 115 | 1 036 | 1 029 | 898  | 1 529 | 1 222 | 1 065 | 1 102 |

| 2000  | 2005  | 2009  | - | - | - | - | - | - |
| ----- | ----- | ----- | - | - | - | - | - | - |
| 1 275 | 1 364 | 1 347 | - | - | - | - | - | - |

## Monuments
- Église catholique St Wolfgang (XVIe siècle), intérieur : chef-d'œuvre de style rococo ;
- Château de Mickhausen, de style Renaissance, propriété du roi de Bohême Ferdinand Ier en 1528, puis de la famille Fugger.

## Galerie

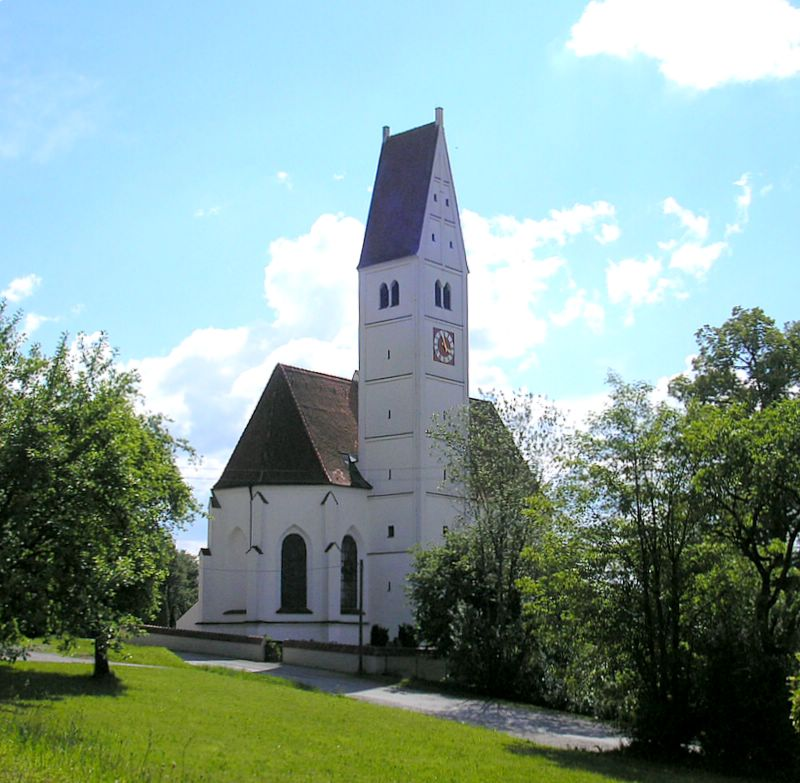
L'église St Wolfgang
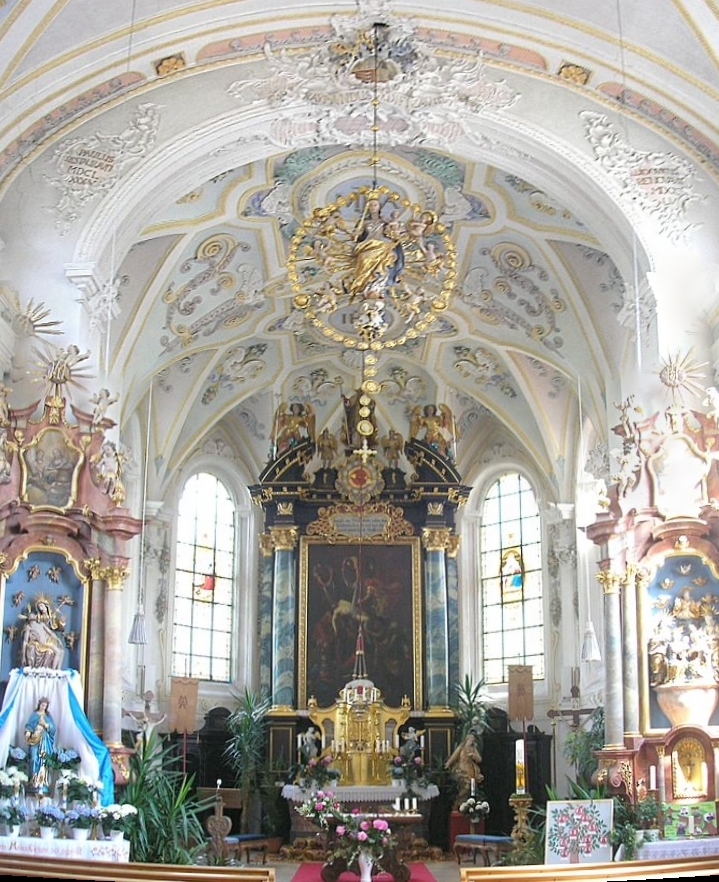
Le chœur de l'église St Wolfgang